# 219 a.C.

## Eventos
- Termina a Segunda Guerra Ilírica com vitória romana.
- Lúcio Emílio Paulo e Marco Lívio Salinador, cônsules romanos.
- Cerco de Sagunto: o cartaginês Aníbal sitia a cidade romana de Sagunto, o prenúncio da Segunda Guerra Púnica.